# Saint-Julien-Boutières
Saint-Julien-Boutières ist eine Ortschaft und eine ehemalige französische Gemeinde mit etwa 186 Einwohnern (Stand 2016) im Département Ardèche in der Region Auvergne-Rhône-Alpes. Sie gehörte zum Kanton Haut-Eyrieux im Arrondissement Tournon-sur-Rhône.
Sie wurde mit Wirkung vom 1. Januar 2019 mit Intres zur Commune nouvelle Saint-Julien-d’Intres zusammengelegt. Sie hat keinen Status einer Commune déléguée. Intres ist der Hauptort.

## Geografie
Die Rimande fließt in Saint-Julien-Boutières als rechter Nebenfluss in den Eyrieux.
Die vormalige Route nationale 103 und heutige Départementsstraße D120 führt über Saint-Julien-Boutières.
Nachbarorte sind Les Vastres im Nordwesten, Intres im Norden, Saint-Jean-Roure im Osten, Saint-Martin-de-Valamas im Südosten, Chanéac im Süden und Lachapelle-sous-Chanéac und Saint-Clément im Südwesten.

## Bevölkerungsentwicklung

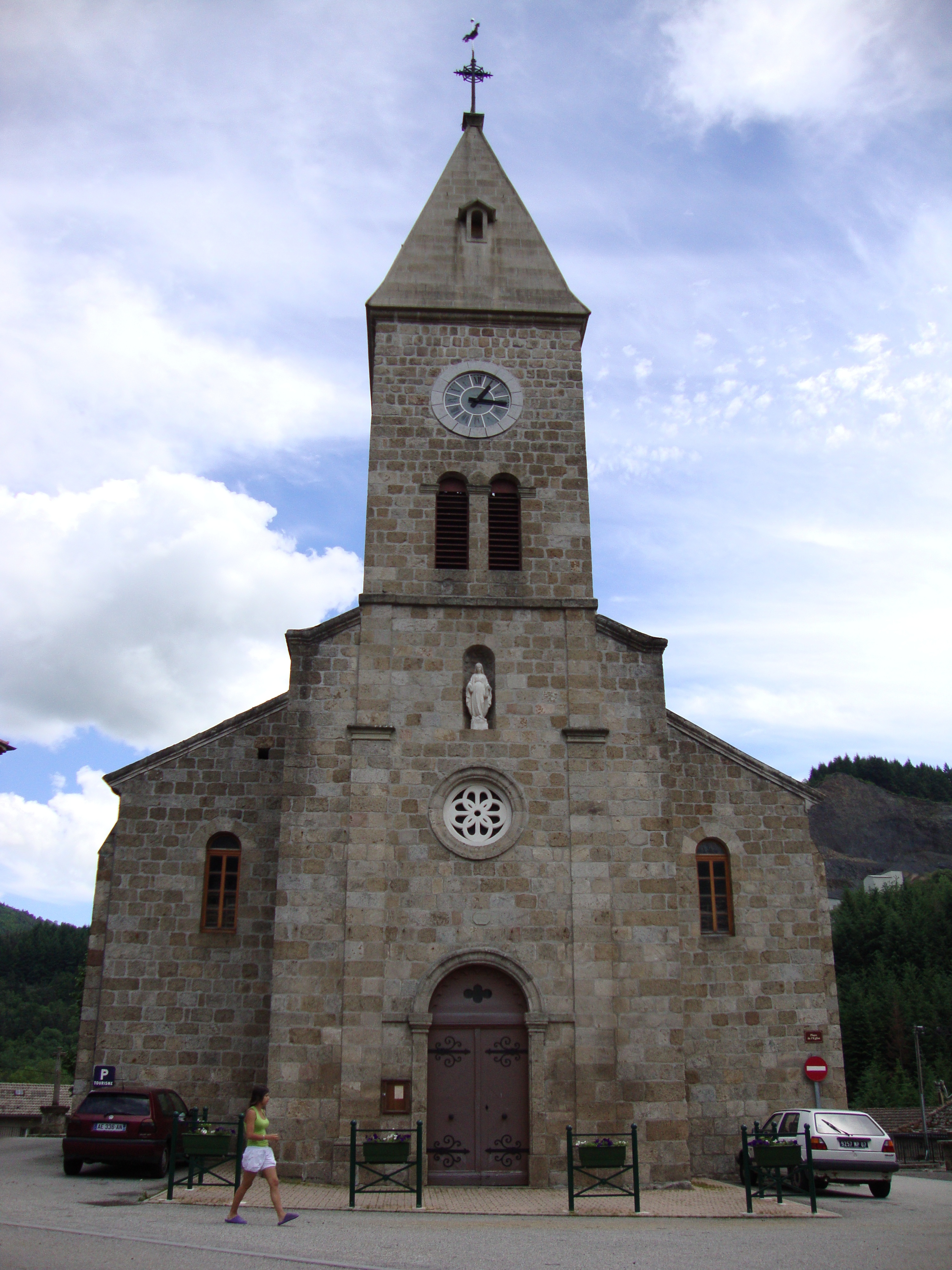
Kirche Saint-Julien

| Jahr      | 1962 | 1968 | 1975 | 1982 | 1990 | 1999 | 2008 | 2014 |
| --------- | ---- | ---- | ---- | ---- | ---- | ---- | ---- | ---- |
| Einwohner | 425  | 322  | 299  | 260  | 216  | 215  | 214  | 194  |